# Меньшиков, Валерий Сергеевич
Валерий Сергеевич Меньшиков (8 октября 1939, Стеклозавод, Челябинская область — 7 сентября 2016, Курган) — русский советский писатель и публицист, журналист, член правления Союза писателей России.

## Биография
Валерий Сергеевич Меньшиков родился 8 октября 1939 года в посёлке Стеклозавод Боровлянского сельсовета Белозерского района Курганской области, ныне посёлок входит в Белозерский муниципальный округ Курганской области.
В 1957 году окончил Стеклозаводскую среднюю школу.
В 1959 году окончил железнодорожное училище № 1 в г. Кургане, работал помощником машиниста электровоза в локомотивном депо станции Курган.
В 1961—1964 годах служил в ракетных частях Советской Армии в Томской области. После службы — снова помощник машиниста электровоза.
В 1966 году поступил на факультет журналистики Уральского государственного университета имени А. М. Горького, который окончил в 1972 году.
С 1967 года член КПСС. Окончил университет марксизма-ленинизма.
В 1967—1972 годах работал литературным сотрудником курганской областной газеты «Молодой ленинец».
Член Союза журналистов СССР с 1967 года
С 1972 до сентября 1977 года находился на должности вначале сотрудника, а затем заместителя начальника уголовного розыска в Октябрьском ОВД г. Кургана. В 1978 году окончил Свердловский юридический институт.
В 1977—1992 годах работал редактором Южно-Уральского книжного издательства, окончив в 1982 г. редакторские курсы при ВПШ (Москва).
Член Союза писателей России с октября 1991 года.
В 1999—2003 годах — ответственный секретарь Курганской областной писательской организации.
Член правления Союза писателей России, член исполкома Конгресса русской интеллигенции.
Валерий Сергеевич Меньшиков умер 7 сентября 2016 года в городе Кургане Курганской области.

## Творчество
В. С. Меньшиков много работал в жанре публицистики. Его очерки и рассказы регулярно печатались в областных и центральных газетах, коллективных сборниках, союзных и региональных журналах, таких как «Молодая гвардия», «Урал», «Тобол». Одна из основных тем его произведений — нравственно-правовые проблемы: бездуховность, аморальность, потребительство, коррумпированность, равнодушие отдельных людей, работа милиции.
Психологический детектив «Цветы на асфальте» посвящена погибшему сотруднику отдела внутренних дел города Кургана Валерию Собанину.
Книги:
- Меньшиков, В. С. Цветы на асфальте. — Челябинск: Юж.-Урал. кн. изд-во, 1985. — 199 с. — 15 000 экз.[5]
- Меньшиков, В. С. За борами за дремучими. — Челябинск: Юж.-Урал. кн. изд-во, 1991. — 235 с. — 30 000 экз. — ISBN 5-7688-0360-2.[6]
- Меньшиков, В. С. Глухарь замолчал на рассвете. — Курган: Парус-М.

## Награды и премии
- Почётный знак «Ветеран уголовного розыска»
- Почётная грамота Министерства культуры Российской Федерации
- Благодарственное письмо Губернатора Курганской области, 1999 год
- Лауреат областного литературного конкурса «Всегда на посту», 1989 год, 1993 год, 1997 год, 1999 год
- Лауреат Всесоюзного конкурса МВД СССР, 1989 год
- Специальный приз Министра внутренних дел СССР, 1989 год
- Премия Губернатора Курганской области в области развития литературы, 1998 год
- Курганская городская премия «Признание», январь 1999 года

## Семья
Жена — Любовь Васильевна, сын — Сергей, дочери — Татьяна и Марина.